# USS Wingfield (DE-194)
USS Wingfield (DE-194) là một tàu hộ tống khu trục lớp Cannon từng phục vụ cùng Hải quân Hoa Kỳ trong Chiến tranh Thế giới thứ hai. Nó là chiếc tàu chiến duy nhất của Hải quân Hoa Kỳ được đặt cái tên này, theo tên Thiếu úy Hải quân John Davis Wingfield (1916-1942), phi công phục vụ cùng Liên đội Tuần tiễu VS-2 trên tàu sân bay Lexington (CV-2), đã mất tích trong Trận chiến biển Coral vào ngày 8 tháng 5, 1942 và được truy tặng Huân chương Chữ thập Hải quân. Nó đã phục vụ cho đến khi chiến tranh kết thúc, xuất biên chế năm 1947, rồi được chuyển cho Hải quân Pháp năm 1950, và tiếp tục phục vụ như là chiếc Sakalave (F720) cho đến năm 1960. Con tàu bị tháo dỡ sau đó.

## Thiết kế và chế tạo
Lớp Cannon có thiết kế hầu như tương tự với lớp Buckley dẫn trước; khác biệt chủ yếu là ở hệ thống động lực Kiểu DET (diesel electric tandem). Các động cơ diesel đặt nối tiếp nhau dẫn động máy phát điện để cung cấp điện năng quay trục chân vịt cho con tàu. Động cơ diesel có ưu thế về hiệu suất sử dụng nhiên liệu, giúp cho lớp Cannon cải thiện được tầm xa hoạt động, nhưng đánh đổi lấy tốc độ chậm hơn.
Vũ khí trang bị bao gồm ba pháo 3 in (76 mm)/50 cal trên tháp pháo nòng đơn có thể đối hạm hoặc phòng không, một khẩu đội pháo phòng không Bofors 40 mm nòng đôi và tám pháo phòng không Oerlikon 20 mm. Vũ khí chống ngầm bao gồm một dàn súng cối chống tàu ngầm Hedgehog Mk. 10 (có 24 nòng và mang theo 144 quả đạn); hai đường ray Mk. 9 và tám máy phóng K3 Mk. 6 để thả mìn sâu. Con tàu vẫn giữ lại ba ống phóng ngư lôi Mark 15 21 inch (533 mm). Thủy thủ đoàn đầy đủ bao gồm 15 sĩ quan và 201 thủy thủ.
Wingfield được đặt lườn tại xưởng tàu của hãng Federal Shipbuilding and Drydock Company ở Newark, New Jersey vào ngày 7 tháng 10, 1943. Nó được hạ thủy vào ngày 30 tháng 12, 1943, được đỡ đầu bởi bà E. E. Wingfield, và nhập biên chế cùng Hải quân Hoa Kỳ vào ngày 28 tháng 1, 1944 dưới quyền chỉ huy của Hạm trưởng, Thiếu tá Hải quân Howard Evan Purdy.

## Lịch sử hoạt động

### Mặt trận Đại Tây Dương
Sau khi hoàn tất việc chạy thử máy huấn luyện tại khu vực Bermuda và tiếp tục thực hành huấn luyện tại khu vực Casco Bay, Maine, Wingfield trình diện để phục vụ như một tàu huấn luyện cùng Trường Hộ tống khu trục vào ngày 1 tháng 4, 1944. Nó chuyển sang vai trò hộ tống vận tải vào ngày 8 tháng 4, khi tháp tùng một đoàn tàu ven biển đi đến New York, rồi cùng với tàu chị em Thornhill (DE-195) rời Norfolk, Virginia vào ngày 16 tháng 4 để truy lùng một tàu ngầm U-boat Đức được cho là đã xuất hiện về phía Nam mũi Hatteras. Nó đi đến Bermuda trước khi quay trở lại Norfolk vào ngày 1 tháng 5, rồi được đặt làm soái hạm cho Đội hộ tống 55.
Đội hộ tống 55 đi đến cảng New York vào ngày 9 tháng 5, rồi cùng một bộ phận của Đoàn tàu UGS-42 đi đến Norfolk vào ngày hôm sau; đoàn tàu gồm 108 chiếc này bắt đầu hành trình vượt Đại Tây Dương để đi sang Bắc Phi khi rời Hampton Roads vào ngày 13 tháng 5 và đi đến Bizerte, Tunisia vào ngày 1 tháng 6. Wingfield khởi hành cùng một đoàn tàu vận tải khác để quay trở về New York vào ngày 29 tháng 6, rồi lên đường đi Casco Bay vào ngày 10 tháng 7 để hoạt động huấn luyện ôn tập. Nó lại thực hiện một chuyến hộ tống vận tải khứ hồi khác từ ngày 24 tháng 7 đến ngày 7 tháng 9, cùng Đoàn tàu UGS-49 đi từ Norfolk đến Bizerte rồi quay trở về New York.
Sau khi được sửa chữa những hư hại sau chuyến đi tại Xưởng hải quân New York và thực hành huấn luyện tại khu vực Casco Bay, Wingfield rời New York vào ngày 14 tháng 10 cho chuyến đầu tiên trong số năm chuyến hộ tống vận tải khứ hồi vượt Đại Tây Dương đi sang Anh Quốc. Nó từ Plymouth, Anh quay trở về New York vào ngày 9 tháng 11; rồi tiếp tục chuyến khứ hồi thứ hai giữa New York và Plymouth từ ngày 2 tháng 12 đến ngày 1 tháng 1, 1945. Chuyến đi thứ ba giữa New York với Cardiff, Wales được con tàu thực hiện từ ngày 18 tháng 1 đến ngày 18 tháng 2; rồi sau đó từ ngày 8 tháng 3 đến ngày 4 tháng 4 là chuyến đi sang Cardiff xuất phát từ Boston, Massachusetts nhưng quay trở về New York. Chuyến hộ tống vận tải khứ hồi cuối cùng giữa New York và Southampton, Anh được nó thực hiện từ ngày 24 tháng 4 đến ngày 23 tháng 5; con tàu đang ở lại cảng khi chiến tranh chấm dứt tại châu Âu.

### Mặt trận Thái Bình Dương
Sau khi được bảo trì tại Xưởng hải quân New York và huấn luyện ôn tập tại khu vực vịnh Guantánamo, Cuba, Wingfield cùng với Đội hộ tống 55 khởi hành để đi sang khu vực Mặt trận Thái Bình Dương. Nó băng qua kênh đào Panama vào ngày 1 tháng 7, có một chặng dừng ngắn tại San Diego, California trước khi đi đến Trân Châu Cảng vào ngày 20 tháng 7. Con tàu được bảo trì trong năm ngày rồi bắt đầu hoạt động huấn luyện học viên sĩ quan tại khu vực quần đảo Hawaii cũng như thực hành tác xạ và chống tàu ngầm. Nó cùng với Đội hộ tống 55 rời Trân Châu Cảng vào ngày 8 tháng 8 để hộ tống cho chiếc SS Empress of Australia đi sang đảo Eniwetok thuộc quần đảo Marshall. Lúc đang trên đường đi, nó nhận được tin tức về việc Nhật Bản đã chấp nhận đầu hàng vào ngày 15 tháng 8 giúp kết thúc cuộc xung đột.
Sau khi đi đến vũng biển Eniwetok vào ngày hôm sau, từ ngày 24 đến ngày 29 tháng 8, Wingfield tham gia tìm kiếm một chiếc bè cứu sinh trôi nổi nhưng không có kết quả. Đến ngày 4 tháng 9, lực lượng Nhật Bản trú đóng tại Wotje và Maloelap tỏ ý định đầu hàng, nên nó cùng với tàu hộ tống khu trục Baron (DE-166) đi đến đảo san hô Jaluit để tiếp nhận sự đầu hàng tại đây trước khi tiếp tục đi đến Maloelap. Lực lượng tại Wotje chính thức đầu hàng bởi Chuẩn đô đốc Nobukazu Yoshimi bên trên chiếc Baron, và tại Maloelap bởi Chuẩn đô đốc Shochi Tamada bên trên chiếc Wingfield. Vào ngày 6 tháng 9, Wingfield trở thành tàu chiến Hoa Kỳ đầu tiên đi vào vũng biển Maloelap, đi đến chỗ neo đậu Toroa, nơi đô đốc Tamada cùng các sĩ quan tháp tùng lên tàu để ký biên bản đầu hàng rồi rời tàu; toàn bộ thủ tục trên chỉ kéo dài 25 phút. Một buổi lễ thượng cờ ngắn và đơn giản tại Maloelap được thực hiện vào ngày 10 tháng 9, khi con tàu thực hiện nghi thức bắn 21 phát đại bác.
Trong sáu ngày tiếp theo, Wingfield giám sát việc tuân thủ các điều khoản thỏa thuận đầu hàng. Con tàu lên đường vào ngày 16 tháng 9, đi đến một chỗ neo đậu mới ngoài khơi đảo Engenben, để các tàu quét mìn rà quét chỗ neo đậu Toroa; trong lúc này chiếc tàu hộ tống khu trục tiếp tục tiếp nhận vũ khí cũ của quân Nhật. Vào ngày 26 tháng 9, con tàu đưa 56 người Nhật bị bệnh đi đến Mille để được di tản về Nhật. Sang ngày hôm sau, chỗ neo đậu Toroa cùng eo biển Enijun được tuyên bố là đã sạch thủy lôi, nên Wingfield quay trở lại đây để tiếp tục giám sát việc đầu hàng cho đến ngày 1 tháng 11. Vào ngày hôm đó, một tàu vận tải Nhật Bản đã đi đến để giúp triệt thoái 163 nhân sự quân đội Nhật Bản khỏi Maloelap.
Lên đường vào ngày 2 tháng 11, Wingfield ghé qua đảo san hô Majuro để chất dỡ trang bị y tế khỏi tàu, rồi tiếp tục hướng đến đảo san hô Kwajalein, nơi nó đón lên tàu các cựu chiến binh hải quân để đưa họ quay trở về Hoa Kỳ. Khởi hành từ Kwajalein vào ngày 7 tháng 12, con tàu có các chặng dừng tại Trân Châu Cảng và San Diego, California, trước khi đi đến Xưởng hải quân Boston vào ngày 25 tháng 1, 1946. Sau khi được sửa chữa, nó rời cảng Boston vào ngày 17 tháng 2 và đi đến Green Cove Springs, Florida vào ngày 20 tháng 2, nơi nó chuẩn bị để ngừng hoạt động. Chiếc tàu hộ tống khu trục được cho xuất biên chế vào ngày 15 tháng 6, 1946, và được đưa về Hạm đội Dự bị Đại Tây Dương. Tuy nhiên, những nguồn khác cho rằng con tàu xuất biên chế trễ hơn vào ngày 26 tháng 8, 1946.

### Sakalave(F-720)
Sau hơn bốn năm bị bỏ không trong thành phần dự bị, vào ngày 15 tháng 9, 1950, Wingfield được chuyển giao cho Pháp trong khuôn khổ Chương trình Viện trợ Quân sự. Tên nó được cho rút khỏi danh sách Đăng bạ Hải quân Hoa Kỳ vào ngày 20 tháng 10, 1950. Con tàu đã phục vụ cùng Hải quân Pháp như là tàu frigate Sakalave (F-720) cho đến khi ngừng hoạt động và bị tháo dỡ vào năm 1960.

## Phần thưởng
Nguồn: Navsource Naval History
|  |  |  |
|  |  |  |

| Huân chương Chiến dịch Hoa Kỳ                 |                                                    |                                      |
| Huân chương Chiến dịch Châu Á-Thái Bình Dương | Huân chương Chiến dịch Châu Âu-Châu Phi-Trung Đông | Huân chương Chiến thắng Thế Chiến II |